# دورهام شرقی (نیویورک)
دورهام شرقی (به انگلیسی: East Durham) یک منطقهٔ مسکونی در ایالات متحده آمریکا است که در شهرستان گرین، نیویورک واقع شده‌است. دورهام شرقی ۱۶۳ متر بالاتر از سطح دریا واقع شده‌است.